# Phaeadoretus lindemannae
Phaeadoretus lindemannae är en skalbaggsart som beskrevs av Machatschke 1960. Phaeadoretus lindemannae ingår i släktet Phaeadoretus och familjen Rutelidae. Inga underarter finns listade i Catalogue of Life.